# Bibi-Eybat
Bibi-Eybat (ryska: Биби-Эйбат, azerbajdzjanska: Bibiheybət) är en ort i Azerbajdzjan.   Den ligger i distriktet Baku, i den östra delen av landet, 11 kilometer sydväst om huvudstaden Baku. Antalet invånare är 1 451.
Terrängen runt Bibi-Eybat är platt åt sydost, men åt nordväst är den kuperad. Trakten är tätbefolkad. Närmaste större samhälle är Baku, 10,8 kilometer nordost om Bibi-Eybat.